# Jan Ciermans

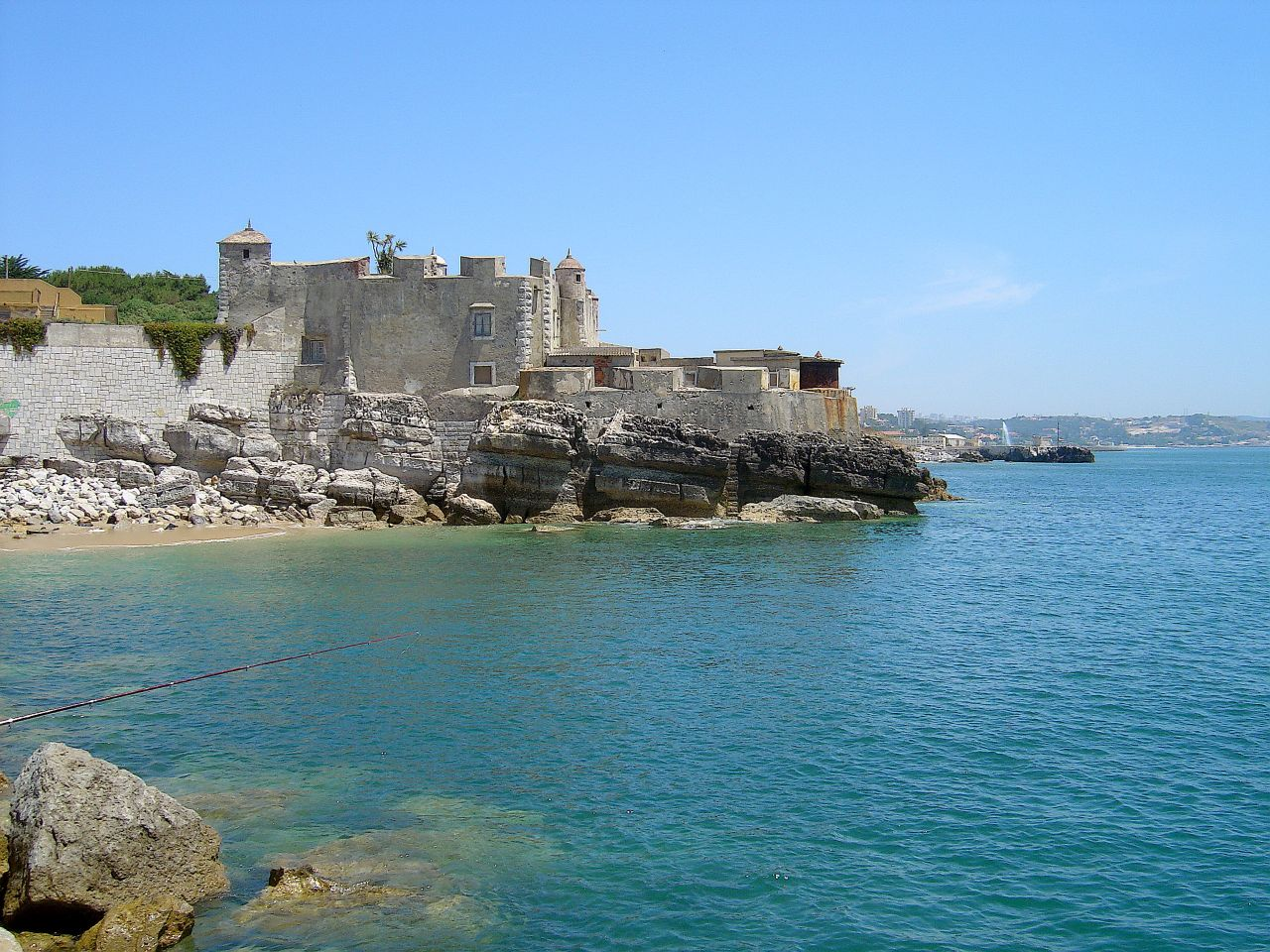
Forte de São João das Maias bij Lissabon

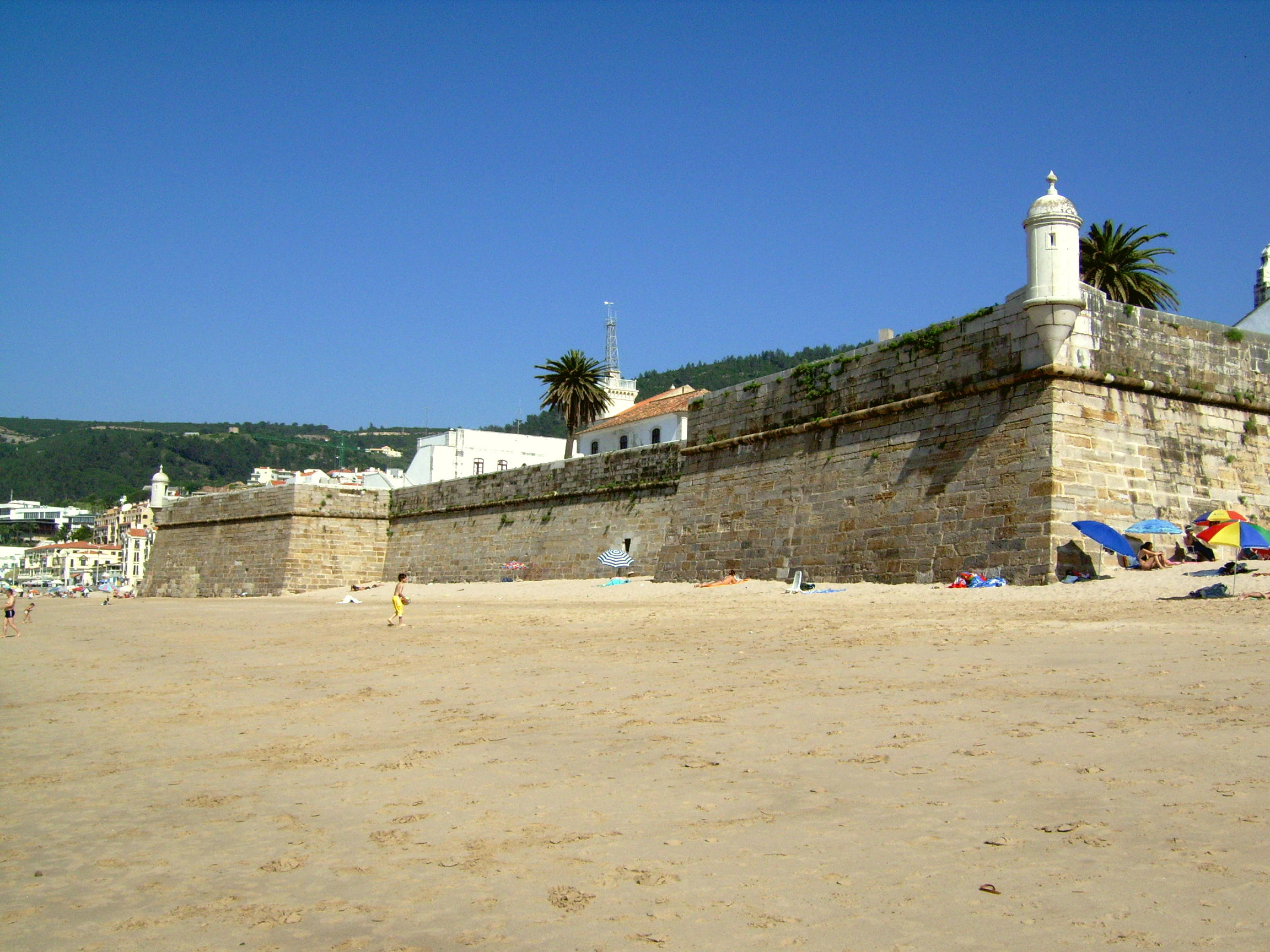
Forte Santiago de Outão

Jan Ciermans (in het Latijn: Ioannes Pascasius Cosmander of kortweg Cosmander) is geboren in ’s-Hertogenbosch op 7 april 1602 en overleed in Olivenza (Portugal) op 20 juni 1648. Hij was een Jezuïetenpriester en wiskundige. Met zijn kennis werd hij in Portugal actief als vestingbouwer, dit was onverenigbaar met zijn religieuze verplichtingen en in 1646 werd hij verbannen uit de Sociëteit van Jezus wegens insubordinatie.

## Opleiding en jezuïetenpriester
Op 7 april 1602 werd hij geboren in een vooraanstaand en katholiek gezin. Tussen 1613 en 1619 kreeg hij les aan de jezuïetenschool in de stad. Hij trad toe tot de jezuïeten noviciaat in Mechelen op 6 november 1619 en hij bleef hier twee jaar. In 1621 ging hij naar Leuven, waar hij wiskunde studeerde en hierin gaf hij later ook les. Op 15 april 1634 werd hij tot priester gewijd. Hij bleef wiskunde doceren tot zijn vertrek naar Portugal in 1641. Hij wilde als missionaris naar Azië en dan was Lissabon een goede vertrekhaven.

## Vestingbouwer in Portugese dienst
Hij werd geïntroduceerd aan het hof van koning Johan IV van Portugal. Hij maakte daar indruk met zijn kennis van wiskunde en de toepassing hiervan voor verdedigingswerken. De koning besloot hem in Portugal te houden. Vanaf 1 december 1640 was Portugal in strijd gewikkeld met Spanje om de onafhankelijkheid van het land te herwinnen. De Portugese Restauratieoorlog duurde tot 1668. Een Spaanse invasie was een reëel gevaar en Portugal gaf hoge prioriteit aan de modernisering en versterking van de vestingsteden aan de grens. Ciermans was met zijn specialistische kennis onmisbaar en hij aanvaardde de taak.
De koning benoemde hem tot Coronel, een functie die alleen aan buitenlanders werd gegeven, in het Portugese leger en benoemde hem tot hoofdingenieur van de vestingwerken in de provincie Alentejo. Zijn eerste taak was de staat van de vestingwerken van Lissabon en Setúbal te inspecteren. Hij maakte verbeterplannen voor de forten ter verdediging van Lissabon, waaronder het Forte de São João das Maias en het Forte de São Pedro de Paço de Arcos, en bij Setúbal, het Forte Santiago de Sesimbra en Forte Santiago de Outão. Zijn militaire meesterwerk zijn de versterkingen in en rond Elvas. Rondom de stad lag een oude vestingmuur en Ciermans heeft deze volledig laten herbouwen met veel elementen van het Oud-Nederlands vestingstelsel. Na de herbouw zijn slechts weinig aanpassingen gedaan waardoor de fortificaties nog steeds gezien kunnen worden als een zuiver voorbeeld van deze manier van vestingbouwen.
Hij werd uiteindelijk benoemd tot hoofdinspecteur van vestingwerken. De andere ingenieurs in dienst van het leger vielen daarmee onder hem. Zijn militaire carrière botste met de religieuze en in 1646 werd hij uit de Sociëteit van Jezus gezet wegens insubordinatie.
In 1647 was hij onderweg naar Olivenza, hij hield toezicht op de werken in deze plaats. Hij werd gevangengenomen door de Spanjaarden die actief waren tussen Estremoz en Elvas. In Madrid zat hij een jaar in de gevangenis. Ciermans ging over naar de Spaanse zijde en dit werd gezien als een daad van verraad tegen de Portugese kroon. Bij de aanval op het fort in Olivenza, onder leiding van João Telo de Meneses, werd hij herkend en door een Portugese kogel gedood.